# Distrito electoral federal 1 de Baja California Sur
El I Distrito Electoral Federal de Baja California Sur es uno de los 300 Distritos Electorales en los que se encuentra dividido el territorio de México y uno de los 2 en los que se divide el estado de Baja California Sur. Su cabecera es la ciudad de La Paz.
Está formado por los municipios de Comondú, Loreto, Mulegé y las dos tercera partes occidentales del La Paz.
Cuando Baja California Sur tenía la condición de Territorio Federal y no de entidad federativa, tenía únicamente derecho a elegir un diputado, por lo cual este distrito era denominado Distrito único del Territorio Sur de Baja California y su territorio abarcaba la totalidad del estado.
Entre 1976 y 1994 este era el II Distrito Electoral Federal.

## Diputados por el distrito
| Diputado                              | Partido     | Legislatura | Periodo     |
| ------------------------------------- | ----------- | ----------- | ----------- |
| Víctor Manuel Peralta Osuna           |             | L           | 1976 - 1979 |
| Armando Trasviña Taylor               |             | LI          | 1979 - 1982 |
| Jesús Murillo Aguilar                 |             | LII         | 1982 - 1985 |
| Víctor Manuel Liceaga Ruibal          |             | LIII        | 1985 - 1986 |
| María Irene Caballero González        | 1986 - 1988 | LIII        |             |
| José Luis Parra Rubio                 |             | LIV         | 1988 - 1991 |
| Guillermo Mercado Romero              |             | LV          | 1991 - 1992 |
| Yolanda Robinson Manríquez            | 1992 - 1994 | LV          |             |
| Leonel Cota Montaño                   |             | LVI         | 1994 - 1995 |
| Amadeo Murillo Aguilar                | 1995 - 1997 | LVI         |             |
| José Carlos Cota Osuna                |             | LVII        | 1997 - 2000 |
| Miguel Vega Pérez                     |             | LVIII       | 2000 - 2003 |
| Francisco Javier Obregón Espinoza     |             | LIX         | 2003 - 2006 |
| Juan Adolfo Orci Martínez             |             | LX          | 2006 - 2009 |
| Marcos Alberto Covarrubias Villaseñor |             | LXI         | 2009 - 2010 |
| Silvia Puppo Gastelum                 | 2010 - 2012 | LXI         |             |
| Francisco Pelayo Covarrubias          |             | LXII        | 2012 - 2015 |
| Jisela Paes Martínez                  |             | LXIII       | 2015 - 2018 |
| Ana Ruth García Grande                |             | LXIV        | 2018 - 2021 |
| Marco Antonio Almendáriz Puppo        |             | LXV         | 2021 - 2024 |
| Manuel Alejandro Cota Cárdenas        |             | LXIV        | 2024 -      |

## Resultados electorales

#### Elecciones Federales de 2009
| Elecciones federales de 2009 | Elecciones federales de 2009                   | Elecciones federales de 2009 | Elecciones federales de 2009          | Elecciones federales de 2009 | Elecciones federales de 2009 |
| Partido/Coalición            | Partido/Coalición                              | Candidato                    | Candidato                             | Votos                        | Porcentaje                   |
| ---------------------------- | ---------------------------------------------- | ---------------------------- | ------------------------------------- | ---------------------------- | ---------------------------- |
|                              | Partido Acción Nacional                        |                              | Juan Manuel García de Jesús           |                              |                              |
|                              | Partido Revolucionario Institucional           |                              | Félix Mario Higuera Arce              |                              |                              |
|                              | Partido de la Revolución Democrática           |                              | Marcos Alberto Covarrubias Villaseñor |                              |                              |
|                              | Coalición Salvemos a México (PT, Convergencia) |                              | Gastón José Barrón Vives              |                              |                              |
|                              | Partido Verde Ecologista de México             |                              | Lucía Isabel Shimomoto Onofre         |                              |                              |
|                              | Nueva Alianza                                  |                              | Víctor Guluarte Castro                |                              |                              |
|                              | Partido Socialdemócrata                        |                              | Luis Héctor Ramírez Flores            |                              |                              |